# 통진 FC
통진 FC는 경기도 김포시에 위치한 under-15 형태의 유소년 축구단이다. 본래 통진중학교의 축구부원으로만 구성되어 있었으나, 현재는 클럽팀으로 전환하여 활동중이다. 2023년 전국 영덕 춘계대회 4강, 경기도지사배(비선발) 준우승, 경기 M-Respect 1권역 준우승, 2023왕중왕전 8강,2024 전국 울진 축구대회 우승 
2025년 꿈나무 축구대회 행복그룹에서 우승등의 기록이 있다.== 출신 선수

## 같이 보기
- 통진중학교